# Mads Vinding
Mads Vinding (Kopenhagen, 7 december 1948) is een Deense jazzbassist.

## Carrière
Vinding begon in 1964 te spelen als professioneel muzikant. Hij was lang huisbassist in de beroemde jazzclub Montmartre in Kopenhagen en begeleidde daarbij talrijke buitenlandse jazzmuzikanten. Hij speelde onder andere met Herbie Hancock, Stan Getz, Lee Konitz, Chet Baker, Quincy Jones, Ben Webster, Hank Jones, Peter Herbolzheimer, Johnny Griffin, Duke Jordan, Kenny Drew jr., Martial Solal, Bob Brookmeyer, Putte Wickman, Charlie Mariano, Art Farmer en Dee Dee Bridgewater. Begin jaren 1990 speelde hij met Alex Riel in het trio van de pianist Thomas Clausen (Psalm, 1994). Ook behoorde hij tot het trio van Finn Savery.
Vinding formeerde een eigen trio, dat in 1997 met Enrico Pieranunzi en Alex Riel startte en met het album The Kingdom Where Nobody Dies de prijs voor beste jazz-cd in Denemarken won. In 1998 speelde hij in zijn trio Roger Kellaway en vanaf 1999 bij Carsten Dahl aan de piano. Met hun album Six Hands, One Heart wonnen ze drie Deense Grammy Awards. Daarnaast schreef hij ook filmmuziek. In 2007 kreeg hij de Django d'Or als Master of Jazz en in 1982 de Ben Webster Prize.
- Bibsys: 4012962
- Bibliothèque nationale de France: cb139008757 (data)
- Gemeinsame Normdatei: 134566688
- International Standard Name Identifier: 0000 0000 5514 5603
- Library of Congress Control Number: n94060704
- MusicBrainz: 9a3f9514-cbd7-4615-aec5-f60253677956
- Réseau des bibliothèques de Suisse occidentale: 02-A016443146
- Système universitaire de documentation: 156838788
- Virtual International Authority File: 54334107
- WorldCat: E39PBJfrJyyCGwD6KjfTK9Qcyd